# Paraphidippus fartilis
Paraphidippus fartilis là một loài nhện trong họ Salticidae.
Loài này thuộc chi Paraphidippus. Paraphidippus fartilis được Elizabeth Maria Gifford Peckham & George William Peckham miêu tả năm 1888.